# Т'ар (грузинська літера)
Т'ар (ტარი) — дев'ятнадцята літера грузинської абетки. 
Приголосна літера. Вимовляється як українська [ т ] з голосовою змічкою (МФА /tʼ/). За міжнародним стандартом ISO 9984 транслітерується як t.
Не слід плутати її з літерою тан (თ), яку вимовляють з придихом.

## Історія
| Асомтаврулі | Нусхурі | Мхедрулі |
| ----------- | ------- | -------- |
|             |         |          |

## Юнікод
- Ⴒ : U+10B2
- ტ : U+10E2